# Puigventós (Olesa de Montserrat)
El Puigventós és una muntanya que pertany als municipis d'Olesa de Montserrat (Baix Llobregat) i Vacarisses (Vallès Occidental). El seu cim és a 606 metres.
És un territori d'un alt valor patrimonial que presenta gran diversitat d'ambients naturals. Cal esmentar la presència de fins a 12 espècies diferents d'orquídies. Igualment destacable és la presència del narcís blanc (Narcissus dubius), planta endèmica de la part oriental de la península Ibèrica i la França meridional. La muntanya de Puigventós és habitada regularment per aus com el corb (Corvus corax), el duc (Bubo bubo) i altres rapinyaires entre els quals cal destacar l'àguila cuabarrada (Aquila fasciata), un dels nostres rapinyaires més amenaçats.
L'any 2000 la Fundació Territori i Paisatge (Caixa Catalunya) va adquirir aquesta muntanya i els seus vessants creant un espai de protecció de 192,68 hectàrees, que juntament amb l'entorn de Sant Salvador de les Espases (Olesa de Montserrat - Esparreguera) i les Roques Blanques (El Bruc) va ser inclòs al Pla d'Espais d'Interès Natural (PEIN) amb el nom de "Roques Blanques, Sant Salvador de les Espases (Montserrat)".
Actualment és un espai inclòs en l'Espai d'Interès Natural de Montserrat.
Hi ha la Font de la Pastora, que data del 1628 segons els documents històrics trobats a l'Arxiu Històric Municipal d'Olesa de Montserrat.